# Fabio Grassadonia e Antonio Piazza
Fabio Grassadonia (Palermo, 8 giugno 1968) e Antonio Piazza (Milano, 24 febbraio 1970) sono due registi e sceneggiatori italiani.

## Biografia
Si conoscono durante gli anni di studi alla Scuola Holden di Torino negli anni novanta e da allora lavorano insieme.
Nel 2010 hanno scritto e diretto il loro primo cortometraggio Rita. Il film è stato presentato in più di cento festival internazionali vincendo più di quaranta premi.
Il loro primo lungometraggio Salvo, co-scritto e co-diretto, è stato presentato al Festival di Cannes nel 2013, vincendo entrambi i premi della Settimana internazionale della critica: Grand Prix e Prix Révélation. Il film è stato distribuito in circa 20 paesi in giro per il mondo, tra cui gli Stati Uniti d'America, e proiettato in numerosi festival internazionali, ottenendo svariati altri premi. In Italia, fra i riconoscimenti ottenuti, anche il Nastro d'argento alla migliore fotografia, il Globo d'oro alla miglior attrice e 4 Nomination ai David di Donatello e ai Nastro d'argento.
Il loro secondo film Sicilian Ghost Story – prodotto da Indigo Film e Cristaldi Pics – ha aperto la Settimana internazionale della critica del Festival di Cannes, prima volta per un film italiano nella storia del Festival di Cannes, e ha trovato distribuzione in più di venti paesi nel mondo. Con la sceneggiatura del film, selezionata per il Sundance January Screenwriters Lab 2016, Antonio Piazza e Fabio Grassadonia vincono il Sundance Institute Global Filmmaking Award. Sicilian Ghost Story viene presentato con successo in svariati festival internazionali, in Italia vince il Nastro d'argento per la migliore fotografia, a Luca Bigazzi, e quello per la migliore scenografia, a Marco Dentici, e viene nominato per la miglior regia e la migliore produzione. Nel 2018, sempre per Sicilian Ghost Story, Fabio e Antonio vincono il David di Donatello per la migliore sceneggiatura non originale, insieme alle nomination per la miglior canzone, la fotografia, e per il David Giovani.
Grassadonia e Piazza hanno in passato collaborato come consulenti con Filmauro e Fandango e continuano adesso a lavorare come script consultant collaborando anche con alcuni laboratori europei, come Berlinale Residency, Locarno Open Doors, POWR Baltic Event, Torino FilmLab, Semaine de la Critique Next Step, Nisi Masa ESP. Sono visiting affiliate professors della Università di Malta.

## Filmografia

### Registi

#### Lungometraggi
- Salvo (2013)
- Sicilian Ghost Story (2017)
- Iddu - L'ultimo padrino (2024)

#### Cortometraggi
- Rita (2009)

### Sceneggiatori

#### Lungometraggi
- Ogni volta che te ne vai, regia di Davide Cocchi (2004)
- Salvo, regia di Fabio Grassadonia e Antonio Piazza (2013)
- Sicilian Ghost Story, regia di Fabio Grassadonia e Antonio Piazza (2017)
- Iddu - L'ultimo padrino,  regia di Fabio Grassadonia e Antonio Piazza (2024)

#### Cortometraggi
- Rita (2009)

#### Televisione
- Gli orologi del diavolo – miniserie TV, 8 puntate (2020)

## Riconoscimenti
- David di Donatello
  - 2014 – Candidatura al miglior regista esordiente per Salvo
  - 2018 – Migliore sceneggiatura adattata per Sicilian Ghost Story
- Nastro d'argento
  - 2014 – Candidatura al miglior regista esordiente per Salvo
  - 2017 – Candidatura al miglior regista per Sicilian Ghost Story
- Festival di Cannes
  - 2013 – Grand Prix della Settimana internazionale della critica per Salvo
- Festival di Venezia
  - 2024 – In concorso per il Leone d'oro con Iddu - L'ultimo padrino